# Militares da Democracia
Militares da Democracia é um documentário, con duração de 88 min., produzido em 2014, e dirigido por Silvio Tendler, que retrata a trajetória de militares que foram contrários ao Golpe de Estado no Brasil em 1964  .